# John Ganzoni
John Julian Ganzoni, Baron Belstead, Baron Ganzoni (Ipswich, Engeland, 30 september 1932 – Great Bealings, Engeland, 3 december 2005) was een Brits politicus van de Conservative Party.